# Pedeslohor (Jatibarang)
Pedeslohor is een bestuurslaag in het regentschap Brebes van de provincie Midden-Java, Indonesië. Pedeslohor telt 1479 inwoners (volkstelling 2010).